# Компјутеризована томографија
Компјутеризована томографија, скраћено CT, радиолошки је метод снимања који поред рендген зрачења примењује и томографију, метод који се заснива на математичкој процедури обраде снимака или томографској реконструкцији снимака уз примену савремених рачунара и програмских пакета у њима. Метод дигиталне геометријске обраде се користи за генерисање тродимензионалних слика унутрашњости снимљеног објекта, које чини велика серија дводимензионалних рендгенских снимака снимљених у току једне ротације уређаја око своје осе.

## Историја
Принцип компјутеризоване томографије се заснива на теореми Јохана Радона (1887—1956), који описује могућност реконструкције дводимензионалне геометрије објекта из низа пројекција измерених око њега. Овај метод се може проширити и на унутрашњу томографију објекта, зависно од начина на који се зраци који пролазе кроз њу апсорбују у складу са њиховим углом пенетрације. Међутим, за ове прорачуне била је потребна техника и резултати ових истраживања нису могли бити примењени све до појаве рачунара.
Током 1946. године у Јапану научници су конструисали први рендген апарат за ротациону томографију, коју су назвали ротографија. Принцип ротографије је био следећи: пацијент је лежао на столу, рендгенска цев је била постављена са једне стране, а рендгенски филм у касети са друге стране пацијента и паралелно су ротирали око пацијента правећи полукруг или пуни круг (од 0° до 230° или 360°) за време експозиције. Међутим, како тада нису постојали одговарајући рачунари (компјутери) обрада слика вршила се на класичан начин, што је захтевало велике напоре а утицало је и на поузданост резултата. Након појаве рачунара, а касније и израде специјалних рачунарских програма створени су услови да „имиџинг” техника заснована на принципима „ротографије” прерасте у компјутеризовану томографију.
Вилијам Хенри Олдендорф (1925—1995) током 1961. на основу својих истраживања указује на могућност мерења апсорпције рендген зрачења, у попречном пресеку тела, помоћу уског снопа рендген зрачења, његов рад на израчунавању података био је отежан без одговарајуће рачунарске опреме.
Након четворогодишњег истраживања, енглески физичар Годфри Њуболд Хаунсфилд (1919—2004) и амерички математичар Алан Маклауд Кормак (1924—1998) уз сугестије неурорадиолога Ј. Амбросе, конструисао је 1971. године први апарат за компјутеризовану томографију (произведен у фирми EMI – Scanner). Прототип првог СТ скенера био је искључиво намењен за снимања главе и монтиран је у болници Морли у Аткинсону 1971. Хаунсфилд и Кормак 1979. за ово откриће добијају Нобелову награду. Током 1973. почиње прва клиничка примена СТ скенера и у јуну исте године на клиници Мејо инсталиран је први СТ скенер за клиничку употребу.
У последњих 35 година компјутеризована томографија се развијала таквом брзином да је сада, и у средње развијеним земљама, незамислива болничка установа без СТ скенера, а у праксу су уведени и мобилни СТ скенери монтирани у аутобусима за рад на терену, те мобилни СТ уређаји за скенирање тешких пацијената у болесничким собама.
Са 1973. отпочиње и ера модерне радиологије која је довела до развоја низа дигиталних техника. Научник Лендли конструише скенер за компјутеризовану томографију целог тела, чија производња почиње 1974, а први СТ скенери за цело тело полако се инсталирају у свим већим болницама на свету.

## Појмови из томографије
- Томографија (грч. tomos — кришка, грч. graphein — писати); снимање по деловима или секвентно снимање.
- Томограф, компјутеризовани томограф, скенер; уређај који се користи за томографију.
- Томограм; снимак који се добија томографијом.
- Томографска реконструкција; математичка процедура на којој се назива томографска реконструкција.
- Политомографија; томографија више делова тела.
- EMI скен; први назив за СТ који је настао за време истраживачког огранка EMI, компаније која је данас најпознатија по својој музици и пословима снимања.
- Компјутеризована аксијална томографија; термин који се користио у периоду 1977—1979.
- Компјутеризована томографија (СТ); најчешће употребљаван термин који се користи за описивање позитрон емисионе томографије и појединачних емисија фотона код компјутеризоване томографије, а у пракси се обично односи на томографску реконструкцију слика начињених рендген зрацима.

## Уобичајене дозе зрачења

### Зрачење у току СТ
Принцип рада компјутеризованог томографа заснива се на слабљењу или атенуацији рендгенског зрачења његовим проласком кроз снимани део тела, до чега долази због апсорпције и распадања рендгенског зрачења. Слабљење рендген зрачења се изражава тзв. коефицијентом апсорпције, а он зависи о атомском броју и електронској густини ткива, те енергији рендген зрачења. Што је већи атомски број и густина електрона сниманог ткива, то је већи коефицијент апсорпције.
Ефективна доза зрачења је научна јединица за мерење дозе зрачења, која се обично назива сиверт (енгл. sievert; симбол: Sv). Милисиверт (mSv) често се користи да измери ефективну дозу у дијагностичким медицинским процедурама (нпр. рендген зрачење, нуклеарна радијација, томографија). Ефективна доза рачуна релативну осетљивост изложености радијацији различитих ткива. Што је много важније, она омогућава квантификацију ризика у односу на боље познате изворе излагања зрачењу који се јављају код природних зрачења којима је човек изложен у свакодневном животу. Стопа ефективне дозе природне радијације варира значајно од места до места, али је нормално око 3,5 mSv годишње.
Друге јединице за мерење доза зрачења су џул, рем, рендген и греј.
Еквивалентна доза зрачења за ткива
Различита ткива и органи имају различиту осетљивости на изложеност радијацији, и зато се стварни учинак зрачења на различитим деловима тела код рендген процедура разликује. Термин еквивалентна доза се користи када се приказује просечни утицај радијације на цело тело. Еквивалентна доза за ткива се рачуна тако што се апсорбована доза множи са фактором квалитета Q, који зависи од типа радијације, и са другим фактором N, који зависи од свих осталих битних фактора. N зависи од тога који део тела је изложен радијацији, од времена и запремине над којом се доза проширила, чак и од врсте бића.
Еквивалентна доза зрачења за цело тело
1 Sv изазива промене у крви, 2—5 Sv изазива мучнину, губитак косе, унутрашње крварење и у доста случајева изазива смрт. Више од 6 Sv за мање од два месеца доводи до смрти у више од 80% случајева.

### Природна изложеност радијацији
Човек је свакодневно и непрекидно изложен радијацији из природних извора. Просечна особа у САД добија ефективну дозу од око 3 mSv годишње од природних радиоактивних материјала и космичког зрачења из свемира. Природне дозе зрачења се разликују у зависности од положаја на Земљи.
Људи који живе на висоравни Колорада или у Новом Мексику добијају око 1,5 mSv годишње више од оних који живе у близини нивоа мора. Путовање комерцијалним авионима праћено је дозом од око 0,03 mSv. Надморска висина игра велику улогу, али највећи извор природног зрачења потиче од радона, гаса који постоји у нашим домовима (око 2 mSv годишње). Као и код других извора природног зрачења, и излагање радону варира од једног до другог дела Земље.
Једноставно, можемо упоредити изложеност радијацији из једног излагања рендген зрачењу, као еквивалентан износ зрачења током излагања зрачењу природног окружења у току 10 дана.

### Дозе зрачења у току СТ
Следе поређења ефективних доза природног зрачења са излагањем зрачењу у току неколико радиолошких процедуре описаних у оквиру овог текста.
| Врста испитивања         | Уобичајена ефективна доза (mSv) | Примљена доза једнака је следећем трајању природног зрачења |
| ------------------------ | ------------------------------- | ----------------------------------------------------------- |
| Радиографија груди       | 0,1                             | 10 дана                                                     |
| CT синуса                | 0,6                             | 2 месеца                                                    |
| CT кичме                 | 6,0                             | 2 године                                                    |
| Радиографија удова       | 0,001                           | мање од 1 дана                                              |
| CT абдомена и карлице    | 10,0                            | 3 године                                                    |
| CT ангиограм срца        | 6,7                             | 2 године                                                    |
| CT преглед дебелог црева | 10,0                            | 3 године                                                    |

## Опрема
СТ скенер је рендгенолошки апарат у облику велике кутије са кружним отвором, или краћим тунелом, у центру. Пацијент лежи на уском испитном столу који се креће кроз овај отвор или тунел и за то време излаже дејству рендген зрачења. Око пацијента се ротира рендген цев и електронски рендген детектор, који се налазе супротно један од другог, у прстену који се зове покретни део скенера. Радна станица рачунара, која уз помоћ рачунарског програма уграђеног у њему обрађује снимљене података, налази се у посебној соби, и њен рад је под контролом лекара и за то обучених техничара.
Током СТ прегледа, врло често се пацијенту даје контрастно средство, у вену и то у току самог скенирања, и на тај начин побољшава се визуелни приказ неког органа. Контрастно средство даје се у руку интравенским путем, и то обично у лакатну вену класичним путем, или кроз постављену интравенску линију (путем инфузије), интравенозно у виду „болуса”. Поред интравенског уноса контраст се може унети у тело непосредно пре снимања и преко уста (перорално) или клизмом у дебело црево (кроз ректум).
Зато је саставни део опреме сваког центра за СТ прибор и опрема за примену контрастног средства, као и прибор, опрема и лекови за указивање прве помоћи у случају појаве алергијских реакција и других ванредних поремећаја у раду организма пацијента у току СТ.

### Усавршавање опреме кроз време
Након појаве основног (првог) модела СТ уређаја, у наредне четири деценије овај уређај је постепено усавршаван с циљем да снимци буду што јаснији, односно да се побољша контрастна и просторна резолуција ткива уз што мању дозу зрачења и што краће трајање процедуре. Са све бољим дијагностичким могућностима овог метода, расла је и све већа потреба за њом, с циљем да се у одређеном периоду прегледа што већи број болесника. Како се ради о методу који се спроводи озрачењем болесника рендгенским зрацима који имају своја пропратна негативна дејства на организам, циљ новијих и савршенијих апарата био је да се добију што квалитетнији снимци уз што краће трајање претраге, и са што је могуће мањом дозом зрачења коју би болесник примио.
Усавршавање СТ уређаја одвијало се кроз неколико фаза или генерација компјутеризованих томографа:
- Прва генерација — имала је врло грубу слику и користила се само за претраге мозга, а трајала је релативно дуго (око 30 минута), уз релативно велику дозу зрачења
- Друга генерација — могла се употребити и за прегледе органа трбушне дупље и грудног коша, процедура је трајала око 10 до 15 минута
- Трећа генерација — омогућила је све прецизније снимке и све краће трајање процедуре.[6]

Прве генерације скенера називане су конвенционални томографи, док су следеће добиле назив спирални компјутеризовани томографи. Принцип спиралних уређаја био је да се током проласка стола, са пацијентом на њему, кроз уређај за скенирање, обухвати већа дужина тела и истовремено, захваљујући бољој могућности израчунавања добијених података у краћем периоду, реконструишу испитивани слојеви. Појава спиралних томографа унела је значајно скраћење времена, тако да преглед органа трбушне шупљине спиралним СТ апаратом данас траје свега један до два минута, уз знатно бољу резолуцију снимака. Боља резолуција у ствари означава могућност да се честице ткива раздвоје у засебне, све мање и мање сегменте, што је напредак компјутерске технологије и омогућио.

### Принцип рада уређаја
У многим поступцима, постоји сличност у начину рада СТ скенера са другим рендген прегледима. Рендгенски снимци настају дејством зрачења, попут светлости или радио-таласа, које може бити усмерено на тело. Различити делови тела апсорбују рендген зрачење у различитом степену, па се у томе и огледа разлика у приказу појединих структура тела.
Конвенционално, рендген снимање се проводи тако да рендген зрачење пролази кроз тело, и формира слику на фотографском филму или посебној фотоосетљивој плочи за снимање. Кости се на снимку оцртавају бело, мека ткива у нијансама сиве а ваздуха у црној боји.
Код СТ скенирања, рендген зраци и електронски рендген детектори ротирају се око пацијената, и врше мерење количине зрачења која се апсорбује у телу. У исто време, испитни сто се креће кроз скенер, тако да рендген зраци следе спирални пут око тела. Једна ротација траје око 1 секунду. Рендгенски извор производи уски „млаз” у облику снопа рендген зрачења које озрачује део тела пацијента. Дебљина „млаза” може бити од 1 милиметра до 10 милиметара. У типичном прегледу постоји неколико фаза, а свака фаза се састоји од 10 до 50 ротација рендген цеви око пацијента у координацији са столом који се креће кроз кружни отвор.
Детектори на излазној страни пацијента врше запис рендген зрачења које излази из озрачених делова тела пацијента као рендген „снимак” са једног места (угла) из извора рендген зрачења. Снимци сачињени из много различитих позиција (углова) прикупљају се у току једне потпуне ротације. Систем за прикупљање података код СТ-а налази се у тзв. „гентрију” који представља статив СТ апарата. У њему су рендгенска цев и детектори. Мање или више ослабљени или апсорбовани сноп рендген зрака који су прошли кроз трансверзални пресек пацијента изазивају флуоресценцију детектора. Под утицајем ове светлости ствара се одговарајући електрични потенцијал односно аналогни струјни импулс. У аналогно-дигиталном конвертеру ови импулси се из аналогног облика претварају у дигиталне информације односно низове бројева. Ове дигиталне информације се преносе у компјутерски систем, где се врши њихова обрада.
Најранији сензори су били светлуцави детектори, са фотоосетљивом цеви која је била обложена кристалима (обично цезијум јодида). Цезијум јодид је замењен током 1980-их јонским коморама које су испуњене гасом ксеноном под високим притиском. Ови системи су касније замени савременим материјалима са више пожељних особина, као што су фотоосетљиве диоде.
Процесор слике има задатак да у најкраћем могућем времену процесуира односно реконструише СТ слику. Посебан рачунарски програм сакупља велики број података за стварање дводимензионалне слике попречног пресека тела, које се затим приказују на монитору. Ова техника се зове спирална томографија (томографија је сликање по деловима или секвентно сликање) или спирална томографска реконструкција.
Новије машине имају брже рачунарске системе и новије софтвере, који не само да обрађују појединачне одељке већ стално мењају пресеке око постоља, с циљем да се осветљавање обави кроз лагано клизање кроз рендгенски круг. Ове машине се зову спирални компјутеризовани томографи. Њихови рачунарски системи интегришу податке кретања појединачних делова и стварају тродимензионалну информацију објекта (3D-СТ), који се може видети из више различитих перспектива на монитору радне станице. Овај тип обраде примљених података захтева огромну процесорску снагу, као што су подаци који долазе у континуираном току и морају да се обрађују у реалном времену. Модерни СТ скенери су тако брзи да могу да скенирају велике делове тела у само неколико секунди. Таква брзина је корисна за све пацијенте, а нарочито за децу, старије и тешке болеснике јер се излажу мањим дозама рендген зрачења.
СТ снимање се може описати и као сечење хлеба на танке кришке. Када се тело снима, оно се „сече на велики број кришки” а свака „кришка” се обрађује од стране рачунарског програма, што омогућава детаљни вишедимензионални приказ унутрашњости тела.
Слика добијена компјутеризованом томографијом је математичка, са огромним бројем информација, јер су детектори у стању да региструју и незнатне разлике у интензитету рендген зрачења; по томе се овај метод разликује од класичне радиографске слике са оскудним бројем информација, јер је рендген филм недовољно осетљив да региструје незнатне разлике у интензитету рендген зрачења.
Савременији детектори, нове технологије, омогућавају да се СТ скенером добије што више „кришки” у једној ротацији. Ови скенери, под називом СТ мултислајс или мултидетектор СТ, омогућавају тање „кришке” у краћем временском периоду, што резултује са више детаља и пружа додатне могућности у току израде приказа. Код СТ-а као и код осталих дигиталних техника добијена слика више није последица директног дејства рендген зрачења на рендгенски филм, као код класичних радиолошких дијагностичких метода. Код дигиталних метода она је производ вишеструког детектовања, мерења и израчунавања дигиталних информација.
Када се у току скенирања контраст убризга у крвоток пацијента такав поступак се назива компјутеризована томографска ангиографија (СТА), и том техником се крвни судови приказују у светлобелој боји која је јасно издвојена од осталих структура и ткива тела.

## Предности
- СТ скенирање је неинвазиван и прецизан метод.
- Главна предност СТ-а је његова способност да слика кости, мека ткива и крвне судове у исто време.
- СТ скенирање пружа веома детаљне снимке многих врста ткива, плућа, костију, крвних судова.
- СТ прегледи су брзи и једноставни, и у хитним случајевима могу открити унутрашње повреде и крварења довољно брзо да би сачували животе болесника.
- СТ је новчано исплативо снимање за широки спектар клиничких проблема.
- СТ се може се извршити и код болесника са усађеним медицинским уређајем било које врсте, за разлику од магнетне резонанце.
- СТ снимање омогућава снимање у реалном времену, што омогућава примену минимално инвазивних процедура, као што су биопсије иглом и иглом за аспирацију многих делова тела, посебно плућа, абдомена, карлице и костију.
- Компјутеризована томографија (СТ) углавном је безболан, брз и једноставан метод, а применом савремених спиралних СТ скенера дужина времена у току кога пацијент мора да лежи непокретан се значајно смањује.
- Код педијатријских пацијената, родитељу може бити дозвољено присуство у соби за снимање детета уз ношење заштитне кецеље која спречава излагања родитеља зрачењу.
- Примена компјутеризоване томографије (СТ) може да елиминише потребу за операцијом, а уколико је операција неопходна иста може бити прецизнија због квалитетне дијагностике.
- Компјутеризована томографска ангиографија (СТА) у стању да је открије сужења крвних судова у идеалном времену за примену корективне терапије сужења. Овај поступак је користан начин скрининга многих артеријских болести јер је безбеднији и захтева много мање времена и средстава него катетер ангиографија, а и лакше се подноси јер се убризгавање контраста врши у вену руке а не у велику артерију у препонама.
- Рендгенски зраци који се користе у компјутеризованој томографији (СТ) обично немају нежељене учинке и не остају у телу болесника након снимања.
- Након компјутеризоване томографије (СТ), пацијенти се могу одмах вратити на своје нормалне активности, док се нека класична радиолошка снимања морају радити у болничким условима.

## Ризици
- Озрачење — Увек постоји могућност појаве рака код претеране изложености радијацији у току овог метода (код дугих и учесталих снимања). Међутим, користи од тачне дијагнозе имају превагу над ризиком.
- Појава алергија на контрастно средство — Ово се може спречити употребом антиалергијских лекова 24 сата пре компјутеризоване томографије (СТ), или применом различитих испитивања која не захтевају примену контрастне материје. Ризик од озбиљнијих алергијских реакција на контраст који садржи јод је веома мали, а одељења радиологије су добро опремљена за брзу санацију алергијских реакција.
- Изливање контраста — Ако се већа количина контрастне материје цурењем из посуде излије и прошири по кожи или се убризга испод коже (након оштећења вена при убризгавању), може доћи до оштећења коже крвних судова и нерава, иако је мало вероватно да до овога дође. Ако болесник осећа бол у току убризгавања контраста (на месту убризгавања), мора одмах да обавести лекара.
- Трудноћа — Жене у другом стању излажу се овом методу само ако су витално угрожене.

## Ограничења
- Неке особе не могу стати у отвор конвенционалног СТ скенера због велике телесне масе (гојазности) или имају масу преко границе коју може да поднесе покретни сто скенера.[9]
- Компјутеризована томографија (СТ) са применом контраста се избегава код пацијената са тешким оштећењем бубрега или тешким дијабетесом, јер рендген контрастна материја може нарушити функције бубрега.
- Код поремећаја у раду срца, или ако постоје зачепљења у више крвних судова, постоје потешкоће и правилном тумачењу резултата компјутеризоване томографије (СТ) или томограма.
- Поузданост компјутеризоване томографије (СТ) односно томограма умањена је код селективне катетеризације (изведена након убода у артерије у пределу препона), код снимања оштећења мањих артерија, посебно када се ради о коронарним артеријама у срцу које се брзо померају.

## Примена (индикације)
Компјутеризована томографија (СТ) користи се за преглед многих делова тела, међу којима су и:
- Плућа и торакса (грудни кош) — У овој регији СТ може да открије инфекције, туморе, проширења крвних суда (анеуризме), метастазе тумора, промене на срцу.[10]
- Абдомен (трбушна шупљина) — У овој регији СТ може открити патолошке колекције течности, туморе, инфекције, промене на трбушној аорти и другим крвним судовима трбуха, као и неке болести уринарног тракта (бубрега, простате, мокраћне бешике).[10]
- Јетра — СТ на јетри може открити узрок жутице (жутило коже и беоњача очију).
- Панкреас (гуштерача) — СТ је изузетно поуздан у детекцији тумора и упале панкреаса (панкреатитис акутни и хронични).
- Жучна кеса и жучни водови — СТ се користи у откривању локализације и узрока стварања блока у протоку жучи.
- Надбубрежне жлезде — СТ је у могућности да открије туморе надбубрежне жлезде.
- Слезина — СТ се најчешће користи код евалуација повреда слезине.
- Кичма и кичмени канал — Уз помоћ СТ-а могу се открити тумори, повреде, деформитети и друге промене на кичми. Овим методом може се детектовати и дискус херније, као и дегенеративне промене кичме.
- Глава и врат — Уз помоћ СТ-а могу се открити тумори, повреде, деформитети и друге промене у можданим структурама и крвним судовима ове регије, на органима вида и слуха итд.[11]

## Галерија
- СТ трбуха са ААА 34,2 mm
- СТ крвних судова доњих екстремитета
- 3D СТ трбушне аорте
- 3D СТ грудног коша